# Анекдот об упадке морали тружеников
Анекдот об упадке морали тружеников (нем. Anekdote zur Senkung der Arbeitsmoral, англ. Anecdote concerning the Lowering of Productivity согласно переводу на англ. язык Лейлы Венневиц) — рассказ Генриха Теодора Бёлля, по сюжету которого мелкий рыбак сталкивается с инициативным туристом, который пытается научить его тому, как улучшить свою жизнь. Рассказ был написан для майского фестиваля и напечатан издательством Norddeutscher Rundfunk в 1963 году. Считается одним из лучших рассказов Генриха Бёлля.

## Сюжет
Сюжет рассказа разворачивается на берегу неизвестной гавани где-то в Европе. Молодой, хорошо одетый турист из Германии забирает отпечатанные фотографии и краем глаза замечает бедно одетого рыбака, дремлющего в своей лодке. Турист подходит к нему и начинает упрекать его в лени, на что рыбак отвечает ему, что утром наловил рыбы достаточно, чтобы хватило на два дня. Турист же начинает рассказывать, какие богатства рыбак получил бы, если б не ленился. Рыбак спросил: «И что?». Турист: «Тогда будешь отдыхать». Рыбак: «Но я уже это делаю». Турист уходит без тени жалости к рыбаку, но с толикой зависти.

## Популярность
Распространившись в виде различных вариаций, рассказ стал очень популярен в Интернете и цитировался в различных книгах и академических документах. Самая популярная из вариаций представляет разговор между туристом из Америки (иногда МДА из Гарварда) и рыбаком-мексиканцем.
Также рассказ является частью учебной программы университетов. Он упоминается в текстах, в которых обсуждается проблема денег и счастья, а также включён в учебники для изучающих немецкий язык.